# وزارة الاتصالات (العراق)
تأسست وزارة الاتصالات في ايلول عام 2003 بعد ما كانت الشركة العامة للاتصالات والبريد إحدى تشكيلات وزارة النقل والمواصلات.

## الشركات التابعة للوزارة
- الشركة العامة للاتصالات والمعلوماتية
- شركة السلام العامة
- شركة البريد والتوفير

## قائمة الوزراء
| اسم الوزير                         | تاريخ استلام المنصب | رئيس الحكومة         |
| ---------------------------------- | ------------------- | -------------------- |
| حيدر العبادي                       | 2003 أيلول          | مجلس الحكم الانتقالي |
| جوان فواد معصوم                    | 2004/6/28           | اياد علاوي           |
| محمد علي الحكيم                    | 2005/10/12          | ابراهيم الجعفري      |
| محمد توفيق علاوي                   | 2006/6/20           | نوري المالكي         |
| جاسم محمد جعفر                     | 2007                | نوري المالكي         |
| فاروق عبدالقادر عبدالرحمن الحمداني | 2008                | نوري المالكي         |
| محمد توفيق علاوي                   | 22 ديسمبر 2010      | نوري المالكي         |
| طورهان مظهر المفتي                 | 27 أغسطس 2012       | نوري المالكي         |
| حسن الراشد                         | 8 سبتمبر 2015       | حيدر العبادي         |
| نعيم الربيعي                       | 24 أكتوبر 2018      | عادل عبد المهدي      |
| أركان شهاب أحمد كاظم               | 7 مايو 2020         | مصطفى الكاظمي        |
| هيام الياسري                       | 27 أكتوبر 2022      | محمد شياع السوداني   |

## صلات خارجية
موقع وزارة الاتصالات العراقية